# Исаия (Лукошко)
Архимандрит Исаия (в миру Иван Трофимович Лукошко, около 1540, Сольвычегодск — около 1621, Владимир) — архимандрит Владимиро-Рождественского монастыря, ученик новгородского мастера знаменного пения Стефана Голыша, распевщик, самый крупный представитель «усольской» школы знаменного пения, сложившейся в XVI веке во владениях купцов Строгановых. Творческая активность приходится на 1601—1621 годы.

## Биография

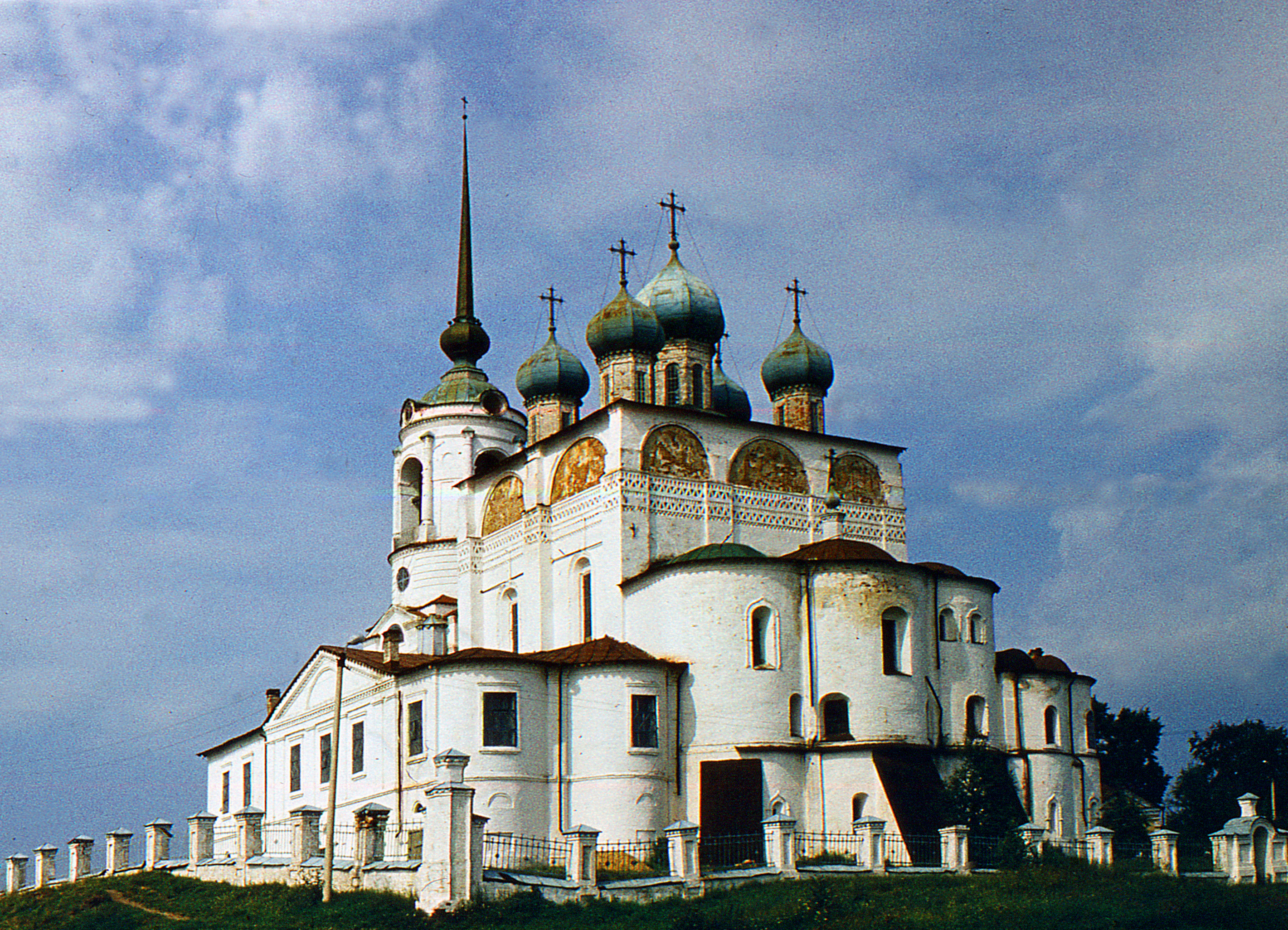
Собор Благовещения, где Иван Лукошко принял сан священника

Учился распеву у основателя усольской школы знаменного пения Стефана Голыша. В 1579 году принял сан священника. Проживал в это время в Сольвычегодске при Благовещенском соборе (впоследствии именно в соборный храм этого монастыря он подарит книгу распевов для заупокойного поминания своих родителей и себя самого). В 1598 году, возможно (это следует из косвенных свидетельств), был игуменом Костромского Богоявленского монастыря.
С 1602 по 1621 год был архимандритом Владимиро-Рождественского монастыря. Этот монастырь был вторым по рангу после Троице-Сергиевой лавры. В ноябре 1605 года стал духовником Лжедмитрия I, после его гибели не подвергался опале.
При избрании на царство Михаила Романова в 1613 году архимандрит Исайя Лукошко подписался первым из монастырских иерархов в утвердительной грамоте. В 1614 году царь Михаил Фёдорович поручает ему погребение царицы-старицы Александры (первая супруга старшего сына Ивана IV Грозного). Архимандрит Исайя Лукошко принимал участие в избрании на патриаршество Филарета в 1619 году.

## Сочинения
До нашего времени дошли:
- Сборник «Ипакои воскресные на 8 гласов».
- Певческая книга «Обиход» (прокимен из неё «Да ся исправит» сохранился в 120 списках).
- Тропарь «Да молчит всяка плоть».
- Стихиры «Волсви персидстии», «Благовествует Гавриил», «Царю небесный», «Приидете верении», «О колико блага».

Сочинения Исайи Лукошко воспринимались современниками как вершина «усольской» школы пения.
Принято считать, что он упростил и сделал распев более кратким. Музыковеды выделяют ряд особенностей распевного стиля мастера:

- Деление песнопения на строки при помощи конечных кадансов, в том числе типизированных.
- Использование ладовых устоев, срединных и конечных, в качестве формообразующих элементов.
- Смена типа мелодического движения в переломных моментах формы (восходящее, нисходящее, колеблющееся).
- Изменение высоты звучания для обозначения кульминаций и начальных строк частей, передачи смысла ключевых слов.
- Искусное композиционное чередование более и менее распевных строк.